# Zhu Fangyu
Zhu Fangyu (5 de janeiro de 1983) é um basquetebolista profissional chinês.

## Carreira
Zhu Fangyu integrou a Seleção Chinesa de Basquetebol em Atenas 2004, terminando na oitava posição.